# Justin Kuritzkes
Justin Kuritzkes (Los Angeles, 5 maggio 1990) è uno sceneggiatore e drammaturgo statunitense.

## Biografia
Nato e cresciuto a Los Angeles, Justin Kuritzkes ha studiato all'Harvard-Westlake School e ha conseguito la laurea in lettere e filosofia all'Università Brown, dove è stato allievo del drammaturgo Gregory Moss. Nel 2008 il suo atto unico An Autobiography of my Brother ha esordito all'Harvard-Westlake Playwrights Festival e nel 2010 ha vinto il Young Playwrights Competition. Durante gli anni universitari è diventato famoso grazie ai video caricati sul suo canale YouTube e registrati utilizzando l'applicazione Photo Booth. Il più famoso tra essi, Potion Seller, divenne virale online e ispirò parodie in periodici tra cui The New Yorker.
Ha ottenuto la MacDowell Fellowship nel 2012 e nel 2016, anno in cui la sua opera teatrale The Sensuality Party è andata in tournée nelle università dello stato di New York. Nel 2019 ha pubblicato il romanzo Famous People.
Nel 2023 ha scritto la sceneggiatura del film Challengers, diretto da Luca Guadagnino, grazie a cui Variety l'ha inserito nella sua lista dei dieci migliori sceneggiatori da tenere d'occhio. L'anno seguente ha collaborato nuovamente con Guadagnino come sceneggiatore dell'adattamento del romanzo Checca di William S. Burroughs.
Nell'aprile del 2024 Variety ha riferito che Kuritzkes scriverà la sceneggiatura l'adattamento cinematografico del romanzo Città in fiamme di Don Winslowe, con Austin Butler come protagonista.
È sposato con la regista Celine Song dal 2016 e la coppia vive a New York.

## Filmografia
- Challengers, regia di Luca Guadagnino (2024)
- Queer, regia di Luca Guadagnino (2024)